# ネーション・マルチメディア・グループ
ネーション・マルチメディア・グループ(บริษัท เนชั่น มัลติมีเดีย กรุ๊ปจำกัด (มหาชน))は、タイの民間の大手マスメディア会社。英語はNation Multimedia Group Public Company Limited。

## 概要
元々、反政府系メディアで知られ、英字新聞ネーション紙、タイ経済誌クルンテープ・トゥラギット紙や大衆紙コム・チャット・ルック紙などの新聞、反政府系民放、iTVを抱えていた。しかし現タイ首相のタクシン・シナワットによってiTVはタクシンの財閥、シン・コーポレーション・グループに買収され、グループ自体もタクシンの主催するタイ愛国党の幹事一族が筆頭になったことから、反政府系ではなくなった。

## 出版物・放送
- ネーション(เดอะ เนชั่น)
- クルンテープ・トゥラギット(กรุงเทพธุรกิจ)
- コム・チャット・ルック(คมชัดลึก)
- ネーション・ジュニア (เนชั่น จูเนียร์)
- ネーション・チャンネル (เนชั่น แชนแนล)
- ネーション・スットサッパダー (เนชั่น สุดสัปดาห์)
- オーケー・ネーション (โอเคเนชั่น)
- デーリー・エックスプレス(เดลี่ เอ็กซ์เพรส)

## グループ会社
- ネーション・エドゥテインメント　(เนชั่น เอ็ดดูเทนเมนท์)
- ネーション・ブックス (เนชั่น บุ๊กส์)